# Pokal Nogometne zveze Slovenije 2010-2011
La Pokal Nogometne zveze Slovenije 2010./11. (in lingua italiana: Coppa della federazione calcistica slovena 2010-11), detta anche Hervis pokal Slovenije 2010./11. per motivi di sponsorizzazione, fu la ventesima edizione della coppa nazionale di calcio della Repubblica di Slovenia.
A vincere fu il Domžale, al suo primo titolo nella competizione.

Questo successo diede ai giallo-blu l'accesso alla UEFA Europa League 2011-2012.
Vi furono 2 capicannonieri con 4 reti ciascuno:
Dalibor Volaš e Etien Velikonja, entrambi del Maribor.
In questa edizione vi fu una novità:

Le partecipanti furono 28 anziché 30: dalle coppe inter–comunali venivano ammesse 18 squadre, ovvero le vincitrici e le finaliste delle 9 coppe (non vi era più il terzo posto per Lubiana e Maribor). Pertanto non fu più necessario il turno preliminare.

## Partecipanti
Le 10 squadre della 1. SNL 2009-2010 sono ammesse di diritto. Gli altri 18 posti sono stati assegnati alle vincitrici e alle finaliste delle 9 coppe inter–comunali.
| Ammesse di diritto | Coppe inter–comunali | Coppe inter–comunali | Coppe inter–comunali | Coppe inter–comunali |
| Ammesse di diritto | Associazione         | Squadre              | Squadre              |                      |
| --- | -------------------- | -------------------- | -------------------- | -------------------- |
| - Celje - Domžale - Drava Ptuj - Gorica - Interblock - Koper - Maribor - Nafta Lendava - Olimpia Lubiana - Rudar Velenje | MNZ Lubiana          | Krka                 | Dob                  |                      |
| - Celje - Domžale - Drava Ptuj - Gorica - Interblock - Koper - Maribor - Nafta Lendava - Olimpia Lubiana - Rudar Velenje | MNZ Maribor          | Dogoše               | Malečnik             |                      |
| - Celje - Domžale - Drava Ptuj - Gorica - Interblock - Koper - Maribor - Nafta Lendava - Olimpia Lubiana - Rudar Velenje | MNZ Celje            | Dravinja             | Krško                |                      |
| - Celje - Domžale - Drava Ptuj - Gorica - Interblock - Koper - Maribor - Nafta Lendava - Olimpia Lubiana - Rudar Velenje | MNZ Capodistria      | Postumia             | Ankaran Hrvatini     |                      |
| - Celje - Domžale - Drava Ptuj - Gorica - Interblock - Koper - Maribor - Nafta Lendava - Olimpia Lubiana - Rudar Velenje | MNZ Nova Gorica      | Primorje             | Brda                 |                      |
| - Celje - Domžale - Drava Ptuj - Gorica - Interblock - Koper - Maribor - Nafta Lendava - Olimpia Lubiana - Rudar Velenje | MNZ Murska Sobota    | Mura 05              | Tromejnik            |                      |
| - Celje - Domžale - Drava Ptuj - Gorica - Interblock - Koper - Maribor - Nafta Lendava - Olimpia Lubiana - Rudar Velenje | MNZ Lendava          | Hotiza               | Bistrica             |                      |
| - Celje - Domžale - Drava Ptuj - Gorica - Interblock - Koper - Maribor - Nafta Lendava - Olimpia Lubiana - Rudar Velenje | MNZ Goreniska-Kranj  | Triglav              | Šenčur               |                      |
| - Celje - Domžale - Drava Ptuj - Gorica - Interblock - Koper - Maribor - Nafta Lendava - Olimpia Lubiana - Rudar Velenje | MNZ Ptuj             | Aluminij             | Zavrč                |                      |

### Calendario
| Turno       | Date                         | Partite | Club    |
| ----------- | ---------------------------- | ------- | ------- |
| Primo turno | 24-25 agosto 2010            | 12      | 28 → 16 |
| Ottavi      | 14-29 settembre 2010         | 8       | 16 → 8  |
| Quarti      | 20 ottobre - 3 novembre 2010 | 8       | 8 → 4   |
| Semifinali  | 20/26 aprile 2011            | 4       | 4 → 2   |
| Finale      | 25 maggio 2011               | 1       | 2 → 1   |

## Primo turno
| Squadra 1  | Risultato   | Squadra 2        |
| ---------- | ----------- | ---------------- |
| Malečnik   | 1 – 4       | Domžale          |
| Dravinja   | 1 – 0       | Šenčur           |
| Hotiza     | 0 – 4       | Interblock       |
| Bistrica   | 2 – 4 (dts) | Aluminij         |
| Brda       | 2 – 4       | Nafta            |
| Krka       | 2 – 5       | Ankaran Hrvatini |
| Tromejnik  | 1 – 3 (dts) | Rudar Velenje    |
| Postumia   | 0 – 3       | Triglav          |
| Drava Ptuj | 2 – 4       | Dob              |
| Dogoše     | 0 – 4       | Primorje         |
| Zavrč      | 4 – 3       | Mura 05          |
| Krško      | 1 – 2       | Celje            |

## Ottavi di finale
Entrano le 4 squadre impegnate nelle coppe europee (Gorica, Koper, Maribor ed Olimpia)
| Squadra 1        | Risultato             | Squadra 2     |
| ---------------- | --------------------- | ------------- |
| Olimpia Lubiana  | 2 – 0                 | Celje         |
| Aluminij         | 0 – 2                 | Gorica        |
| Zavrč            | 0 – 3                 | Nafta         |
| Ankaran Hrvatini | 1 – 6                 | Domžale       |
| Dravinja         | 0 – 1 (dts)           | Koper         |
| Triglav          | 2 – 1                 | Rudar Velenje |
| Dob              | 1 – 1 (dts) (4-5 dtr) | Maribor       |
| Interblock       | 3 – 2 (dts)           | Primorje      |

## Quarti di finale
| Squadra 1  | Totale | Squadra 2       | Andata | Ritorno |
| ---------- | ------ | --------------- | ------ | ------- |
| Triglav    | 1 – 3  | Koper           | 1 – 0  | 0 – 3   |
| Interblock | 4 – 2  | Gorica          | 4 – 2  | 0 – 0   |
| Domžale    | 4 – 2  | Olimpia Lubiana | 0 – 2  | 4 – 0   |
| Nafta      | 1 – 5  | Maribor         | 1 – 1  | 0 – 4   |

## Semifinali
| Squadra 1  | Totale | Squadra 2 | Andata | Ritorno |
| ---------- | ------ | --------- | ------ | ------- |
| Interblock | 0 – 2  | Domžale   | 0 – 0  | 0 – 2   |
| Koper      | 1 – 2  | Maribor   | 1 – 1  | 0 – 1   |

## Finale
| Arbitro: | Damir Skomina (Capodistria) |

| |            | |
| Juninho 22’ Pekič 38’, 78’ Šimunović 51’                                                                                      | Marcatori  | 15’ Filipović 55’ Berič 63’ (rig.) Mezga                                                                      |
| Vidmar (70' Topič) Zec Knezović Elsner Apatič (89' Hanžič) Zatkovič Teinovič Drevenšek Juninho Šimunović (81' Smukavec) Pekič | Formazioni | Radan Vidovič Rajčevič Rešek Viler Majer (83' Velikonja) Filipović Cvijanović (82' Črnic) Mezga Tavares Berič |
| Darko Birjukov | Allenatori | Darko Milanič                                                                                                 |